# Super-8

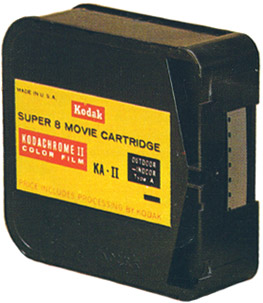
Cartucho de Super-8, Kodachrome II A, la primera emulsión aparecida.

Super-8 es un formato cinematográfico que utiliza película de 8 mm de ancho.
Nació pensado para el mercado doméstico, aunque en manos de aficionados y de modestos cineastas alcanzó un gran nivel. Con la llegada de los nuevos sistemas de registro de imágenes sobre cinta magnética —lo que comúnmente se llama vídeo— su uso cayó en picado. Actualmente se utiliza entre directores de cortometrajes y artistas de vídeo para obtener una estética diferente al vídeo.

## 1932: Antecedentes
En 1932, Eastman Kodak lanzó un nuevo formato de cine llamado "Ciné Kodak Eight" u "8 Estándar", cuyo ancho sería de 8 mm. Fue puesto en el mercado para uso doméstico, para poner al alcance de una clase acomodada la posibilidad de hacer películas familiares. Para abaratar el precio de la película y hacer una buena competencia a otros formatos domésticos, se partió de la película de 16 mm, que había aparecido en 1923. La idea era diseñar una cámara que filmara sobre la mitad de la película de 16 mm. Cuando se acababa de filmar esta mitad de película, se sacaba el rollo filmado y se le daba la vuelta para impresionar la otra mitad. La película venía en rollos de 7,5 metros de largo. Entonces se llevaba el rollo al laboratorio y, tras el revelado, se cortaba la película por la mitad a lo largo. Luego se empalmaba un extremo con otro y quedaba una bobina de 8 mm de ancho y de 15 m de largo. Es por este motivo que a este formato de 8 mm se le llama también popularmente "Doble 8". También es común llamarlo "8 Normal" u "8 Sencillo". Esta idea de usar película de 16 mm, permitía usar la misma maquinaria para revelar que la usada para 16 mm, abaratando los costes y haciéndola más competitiva respecto de otros formatos.

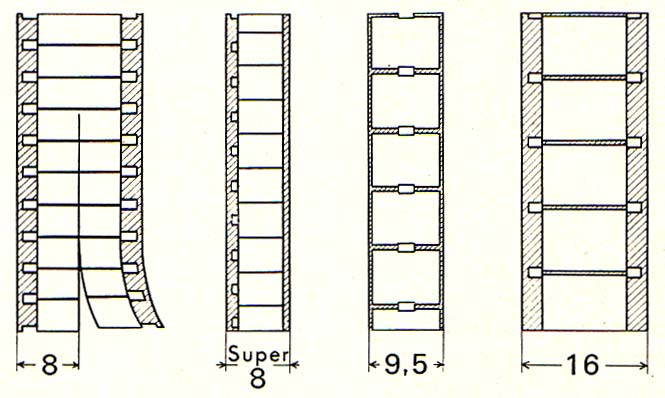
Los formatos subestándar más populares.

El tamaño del cuadro del Doble 8 es 4,37 x 3,28 mm, y 1 metro de filme contiene 264 fotogramas. La perforación era del mismo tamaño que la del 16 mm. Y el cuadro era de casi la mitad de ancho que la de este formato del que derivó. Esta razón es la que determinó las características del Doble 8. La cadencia de filmación era de 16 FPS (fotogramas por segundo). Esta cadencia era la común del cine mudo profesional. Que luego, con el advenimiento del cine sonoro de tipo óptico y por cuestiones técnicas de este sistema de sonido, aumentó a 24 FPS.
El paso 8 mm era defendido por la Eastman Kodak, aunque tuvo muy buenos competidores como el 9,5 mm, ideado por la casa francesa Pathé Frères. Este formato fue el primero verdaderamente popular y fue sacado al mercado en 1923. Es de destacar de este formato que fue muy apreciado (y aún hoy se usa) el hecho de que la perforación es central, entre fotograma y fotograma. Este hecho permite que el aprovechamiento del ancho la película sea superior. Sobre una película de 9,5 mm de ancha, el cuadro impresionado es de 6,2 x 8,2 mm.
La historia de los formatos subestándar (entendiendo como estándar el 35 mm) es larga y variada. Fueron muchos los formatos lanzados a los consumidores, aunque solo han quedado como supervivientes el 16 mm, 9,5 mm, el Super-8, y el Doble 8.

## 1965: Nacimiento
A principios de los años 60 la compañía Eastman Kodak desarrolló el formato Super-8. Este desarrollo pretendía lograr una evolución del formato de 8 mm.

### El Super-8
En abril de 1965 la Eastman Kodak introdujo en el mercado una nueva y mejorada versión del formato de 8 mm que llamó Super-8. Lo llamó super debido a las superiores ventajas que ofrecía la reformulación del formato de 8 mm. Fue creado para poner al alcance de un mayor número de consumidores la posibilidad de filmar sus escenas familiares. Con ello, esta compañía conseguiría un mayor uso de película y un aumento de las ventas. Para este fin se ideó un sistema que hiciera del filmar una tarea sencilla y que ofreciera mayor calidad de imagen.
- Aumento de la definición: Lo primero fue optimizar el formato de Doble 8 para conseguir imágenes de mayor calidad, lo cual se hizo reduciendo el espacio destinado a la perforación y aumentando el cuadro impresionado: el tamaño del cuadro mejoró casi en un 50 %. Pensemos que el Doble 8 tiene un cuadro de 3,68 x 4,88 mm (17,96 mm²) y el de Super 8 un cuadro de 4,22 x 5,63 mm (23,76 mm²).
- Cartucho de quita y pon: Junto a esto se pensó en facilitar la carga de la película. Para ello se introdujo la película en un cartucho con capacidad para 15 metros. De esta manera, se evitaba el engorro de manejar la película virgen que requería ciertas dotes para enhebrarla en la cámara y se reducía el peligro de velado de las imágenes.
- Simplificar la elección de película: Otro avance fue liberar al usuario de los distintos tipos de película que había a disposición de los aficionados al Doble 8. Se estandarizó el uso de una película de 40 ASA equilibrada para luz interior (tipo A). La primera emulsión fue la película de color Kodachrome II, que se convirtió en el estándar.
- Automatización de tareas / Filtro de Luz de Día: Para evitar los problemas de filtros en los aficionados, fue incorporado de serie un filtro Wratten 85A (color ámbar) en el interior de las cámaras. El filtro aparecía siempre interpuesto entre el objetivo y la película, puesto que la película estándar era para luz interior. El usuario filmaba tranquilamente en exteriores, sabiendo que la película quedaría bien expuesta en cuanto a color. Pero cuando se quería hacer una toma en interiores, el filtro debía quedar desactivado. Al introducir una antorcha en la ranura situada en la parte superior de la cámara, un mecanismo desplazaba el filtro. Además se creó un mecanismo en la cámara que, cuando se introducía un cartucho de luz de día en la cámara, el filtro quedaba desarmado. Los cartuchos para interior tenían una muesca que no desarmaba el filtro.
- Automatización de tareas: Sensibilidad de la emulsión: Otra mejora para facilitar la toma de escenas fue automatizar el diafragma de las cámaras con un sistema de célula fotorresistente de sulfuro de cadmio. De esta manera, el aficionado se olvidaba de las tablas de exposición, pues la cámara pensaba por él. Además, para evitar que el usuario tuviera que informar a la cámara de la sensibilidad de la película, se automatizó esta acción. Se ideó un sistema de muescas hechas sobre el cartucho que, de una manera mecánica, informaba a la cámara de la sensibilidad de la película.
- Automatización de tareas: Proceso fotográfico: Con la idea de facilitar las cosas, la Eastman Kodak llegó a crear una muesca para indicar al laboratorio fotográfico el tipo de proceso a usar (Super-8 SMPTE). La primera cámara que apareció fue la Kodak Instamatic M2 y la Kodak Instamatic M4. Ambas estaban provistas de un objetivo Kodak Ektanar de 13 mm de distancia focal. La M2 tenía un control de la exposición manual y una apertura focal de f/2.2. Mientras que la M4 tenía un control automático de la exposición mediante una célula CdS y una apertura focal de f/1.9. Ninguna estaba provista de objetivo réflex.

### El Doble Super-8
Junto con el Super-8, la Eastman Kodak lanzó el Doble Super-8. La idea era la misma que para el Doble 8. La película era de 16 mm de ancho aunque con las perforaciones de Super-8. Una vez filmada por una mitad y por otra, se revelaba y se dividía en dos. La casa encargada de hacer cámaras para este sistema fue la compañía francesa Pathé Frères, competidora de la Eastman Kodak, pero que con el tiempo fue comprada por ésta. Eran cámaras pensadas para aficionados que buscaban una mayor calidad de imagen y preparadas para usar rollos de hasta 120 metros de película.
La primera cámara para esta variante de Super-8 fue la Pathé DS8/BTL Professional Reflex, la cual disponía de una torreta triple de objetivos intercambiables. La montura era de tipo C y los objetivos estándares eran Angenieux f/1.9 8-64 mm y f/1.2 6-90 mm. El obturador era variable y se podían cerrar por sectores. La cadencia de filmación llegaba hasta los 80 fps (fotogramas por segundo).

### El Single 8
Junto al Super-8 de la Eastman Kodak, otra compañía ideó un sistema similar, pero con algunas diferencias en el sistema de cartucho. Se trata de la compañía japonesa Fuji Photo Film, quien hizo aparecer también en 1965 su sistema bautizado como "Single 8". En un principio, esta casa fotográfica ideó su sistema de cartucho para la película de Doble 8 pero de solo 8 mm de ancho. El término de "single 8" ya había sido utilizado en el pasado y se usaba para aquellas cámaras que, en vez de usar una bobina con película de 16 mm de ancho, usaban un cartucho con película de 8 mm de ancho.

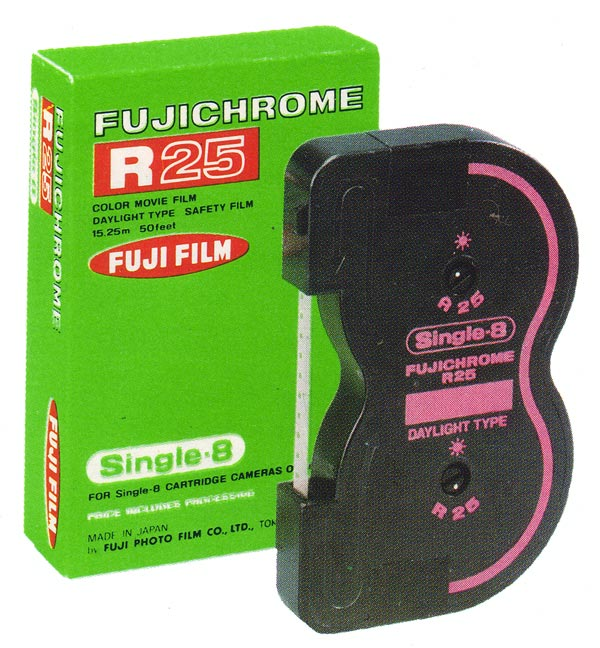
Cartucho de Single 8, Fujochrome R25

La primera cámara con película de 8 mm de ancho fue fabricada por la Bell & Howell: la Bell & Howell 127 A. Y al sistema se le llamó "Straight 8". En 1936 la Universal Camera Corporation puso a la venta la cámara Univex A-8. Tenía un cartucho que contenía 9 metros de película fabricada por la Gevaert de Bélgica. El sistema fue llamado "Single 8" o "Straight 8". Más tarde, en 1939, la Revere Camera Company presentó una cámara que también usaba un cartucho con película de 8 mm de ancho: la Revere C8 Super Eight. En 1947, la Briskin Camera Corporation lanzó la cámara Briskin 8. Otros fabricantes crearon cámaras para película de 8 mm de ancho, aunque la mayoría se decantó por la bobina con película de 16 mm. 
El nombre "single 8" quedó fijado para contraponerlo al "double 8". Con estos antecedentes, la Fuji Photo Film estaba en la labor de idear un buen sistema de cartucho y llenarlo con película de Doble 8 pero de solo 8 mm de ancho. A este sistema lo llamaría "Single 8". Pero cuando la Eastman Kodak lanzó el formato de Super-8, decidieron poner en los nuevos cartuchos, ideados para Single 8, película de Super-8.
La diferencia entre el Super 8 y Single 8 está en la manera de encartuchar la película. La Eastman Kodak, en su afán por simplificar el uso de la película, hizo unos cartuchos en donde la película corría entre dos bobinas dispuestas de manera coaxial: una colocada junto a la otra. Además, al usar esta compañía soporte de triacetato, quizás si hubiera puesto las bobinas una encima de otra como en un casete, le hubiera quedado un cartucho algo grande. La idea era que la carga de la película en la cámara se realizara de la manera más fácil posible. Por otra parte, Fuji Photo Film usó para su película soporte de poliéster (mucho más delgada y resistente) e ideó unos cartuchos tipo casete, donde las bobinas estaban una encima de otra.
El sistema de cartuchos de la Fuji Photo Film fue mejor pensado. Como virtudes se puede decir que, mientras con el sistema Super-8 no se podía rebobinar, con el sistema Single 8 existía la posibilidad de filmar toda la película marcha atrás. No fue hasta finales de los 60 que la casa Bauer no sacó una cámara capaz de rebobinar unos 90 fotogramas, con la idea de poder hacer fundidos o sobreimpresiones. Además de esto, en las cámaras de Single 8 la película estaba bien fijada a la ventanilla de exposición mediante un plato presor, cosa que no permitía el sistema de Super-8. El resultado es que la nitidez de las imágenes tomadas con una cámara de Single 8 era mayor. Aparte está el continuo vaivén lateral de la imagen en Super-8. (Véase este artículo: Single 8).
Este sistema fue apoyado en un principio por otras compañías fabricantes como Elmo, Canon, Konica o Yashica. Hubo también película fabricada al principio por Agfa Gevaert y durante bastante tiempo por Sakura. Aunque debido al peso a nivel mundial de la Eastmann Kodak, con su capacidad de llevar película a donde fuera, se decantó la balanza hacia su sistema.
Las primeras emulsiones para Single 8 fueron 4 películas inversibles: Fujichrome R25 (color, equilibrada para luz de día), Fujichrome RT50 (color, equilibrada para luz interior), Neopan R50 (b/n), Neopan R20 (b/n). La primera cámara fue la Fujica P1 que poseía un objetivo Fujinon f/1.8 11,5 mm. Tenía un sistema automático de exposición.

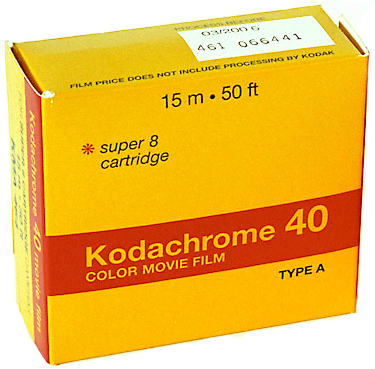
Kodachrome 40A

## 1970: Apogeo
Durante los años 1960, el Super-8 se fue abriendo mercado entre los aficionados y el público en general. El lema de la Eastmann Kodak era que "filmar era fácil". El Super-8 competía con otros formatos subestándar, principalmente con el de su mismo paso, el Doble 8. Pero también con los defensores del 9,5 mm, que se mantenían fieles a un formato que la Eastman Kodak se había encargado de casi hacer desaparecer.
Hacia 1974, Eastman Kodak mejoró la película Kodachrome II A y fue sustituida por la Kodachrome 40 A. Junto con esta mejora se cambió el proceso de revelado, que pasó de ser el K-12 al K-14.

### Ektachrome 160

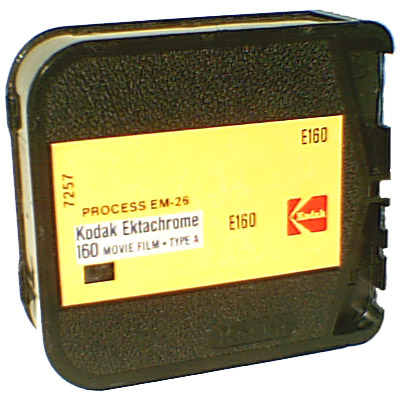
Cartucho mudo de Super-8.

Fue a partir de los años 1970 cuando la expansión del Super-8 se hizo prodigiosa. Aparecieron un montón de cámaras y proyectores, con un montón de mejoras técnicas. En 1971, la Eastman Kodak sacó al mercado película con una sensibilidad de 160 ASA y equilibrada para luz interior: la Ektachrome 160 A. Y junto a esta nueva película toda una gama de cámaras llamadas XL (de eXisting Light filming), dotadas de un obturador superior a 160 grados. Hay que tener en cuenta que el obturador tradicional tiene una sección de exposición no mayor de 160 grados. Y las nuevas cámaras, como mínimo, disponían de sectores de 210 grados. Además la luminosidad del objetivo era de f/1.1, superior a la f/1.8 de todas las cámaras. Unida la película de mayor sensibilidad a la cámara con mayor capacidad de captar la luz, las hacían ideales para interiores, para que el aficionado no encontrara resultados decepcionantes cuando filmaba escenas de cumpleaños, bodas, etc. La primera cámara que apareció en el mercado fue la Kodak XL 10, con un objetivo Ektar f/1.2 9 mm. Una cámara de gran luminosidad y de una distancia focal corta ideal para escenas de interior en donde los espacios son pequeños. Un par de años después apareció una nueva película de 160 ASA para estas cámaras: la Ektachrome 160 G. La diferencia entre ésta y la otra está en un nuevo tipo de emulsiones bautizadas con la letra "G" que servía tanto para interiores como para exteriores, sin necesidad de filtros.

### El sonido directo
Otra innovación fue el acceso a la filmación sonora por parte de la masa de aficionados. En 1975 Eastman Kodak sacó al mercado película sonora (película prepistada con una banda magnética adherida al lateral) junto a una gama de cámaras dotadas de micrófono y un cabezal de grabación. Hasta el momento, quienes querían recoger el sonido en directo debían llevar un magnetófono y sincronizarlo con la cámara. Este magnetófono se encendía cuando se disparaba el gatillo de la cámara. Y se apagaba cuando se dejaba de apretar este gatillo. 

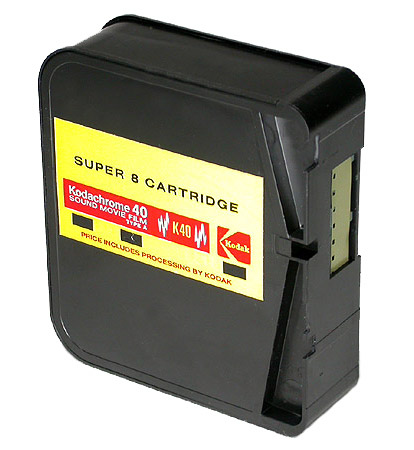
Cartucho sonoro de Super-8.

 Había una sincronía. Luego, al proyectar la película se sincronizaba el proyector con el magnetófono. Otra posibilidad era pistar la película, es decir, adherir una banda magnética al lateral de la película y pasar el sonido de la cinta magnética del magnetófono a la pista de la película. A este sistema se le conoce como sistema doble (double system en inglés). 
Las nuevas cámaras que sacó la compañía fotográfica al mercado eran capaces de recoger el sonido y grabarlo sobre una pista de sonido magnetizable que discurría por el lateral de la película. El nuevo cartucho con película prepistada era un poco mayor que el tradicional, y tenía una parte diseñada para encajarla en el cabezal magnético de las nuevas cámaras sonoras. Los nuevos cartuchos sonoros tenían la misma capacidad que los mudos: 15 metros. Y se diseñaron de tal manera que las cámaras sonoras aceptaban también cartuchos mudos. A este sistema se le llamó sistema simple (single system en inglés). En breve este sistema fue imitado por la Fuji Photo Film, quien sacó cámaras sonoras y película prepistada. La primera cámara sonora fue la Kodak Ektasound 130, que funcionaba con 6 pilas AA de 1.5V para el arrastre de la película y de una pila de 9V para hacer funcionar el amplificador de sonido.
Hay que decir que tanto el sistema Kodak como el Fuji, para recoger el sonido en la propia película, tenían un decalaje entre la ventanilla de exposición y el cabezal magnético de registro que era menor que el existente entre la ventanilla del proyector y el cabezal magnético de reproducción. Este detalle se subsanaba en el laboratorio, pues una vez revelada la película se regrababa al decalaje de proyección.

### Cartuchos de 60 metros
En 1975, también la compañía Eastman Kodak hizo otra innovación: creó cartuchos con capacidad de 60 metros de película. Para ello sacó una gama de cámaras que permitían ensartar el nuevo cartucho, cuya película estaba prepistada. Fueron pocas las compañías que sacaron cámaras para estos nuevos cartuchos. Y la Eastman Kodak fue la única que defendió estos cartuchos, pues no hubo ningún otro fabricante de película que le siguiera.

### Sistema Polavisión
En 1978, la compañía Polaroid quiso llevar su éxito en la fotografía instantánea a la cinematografía. El sistema se llamó Polavisión y se creó una película que tras la exposición se autorevelaba. La película se metió en un cartucho especial de tipo casete que pasaba de la cámara al proyector. La compañía del Dr Edwin H Land encargó la construcción de la cámara y del proyector a la casa austríaca Eumig. Los resultados fueron muy pobres y, aunque permitía visionar lo filmado tras cinco minutos de autorevelado, no tuvo éxito. La primera emulsión fue la Polaroid Polavision 608.
La cuestión fue que llegaron tarde al mercado y la calidad era decepcionante. No aportaron nada relevante y se avecinaban los sistemas de videograbación. Es de destacar que la Polaroid no cumplió con sus compromisos comerciales y le creó un agujero contable que pocos años después pasaría factura a Eumig.

## 1980 - Declive
A comienzos de los años 1980, las cámaras de 8 mm fueron desplazadas por las de vídeo. Este nuevo sistema de registrar imágenes barrió en poco tiempo a la cinematografía de aficionado. A partir del año 1981, pocas fueron las cámaras nuevas sacadas al mercado. Se hizo algún que otro esfuerzo notable con la aparición de una generación de cámaras autofoco, que automatizaba el hecho de tener que enfocar los objetos filmados.
En breve tiempo fueron cerrando o reconvirtiéndose las fábricas de cámaras y proyectores para Super-8. Más allá del año 1983, quedaron testimonialmente algunas fábricas que seguían produciendo. Pensemos en las cámaras y proyectores Beaulieu. Y también en las cámaras Zenit Quarz, cuya Kinoflex fue manufacturada hasta 1993.

## 1990 - Supervivencia

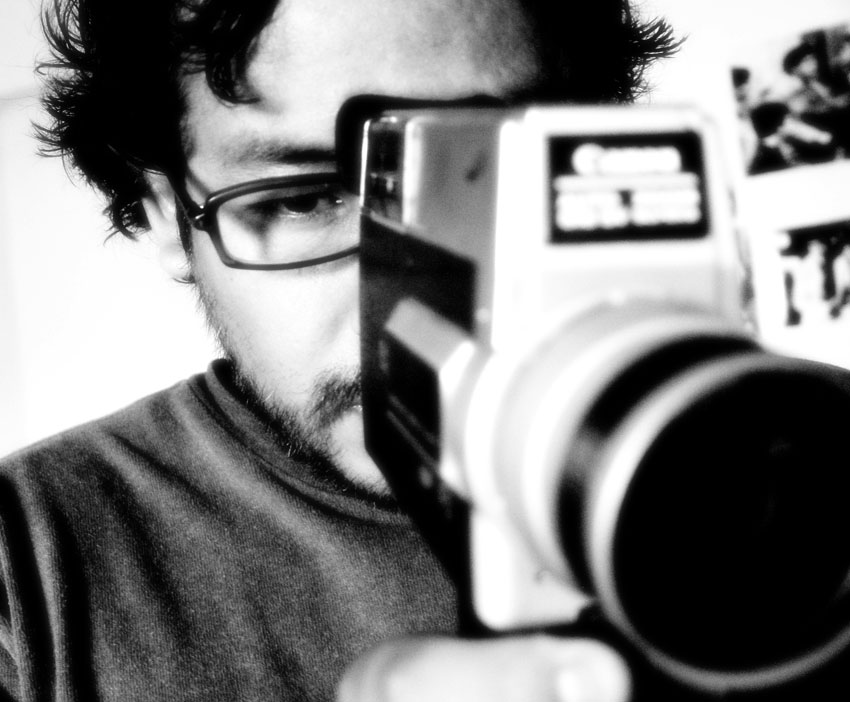
El director boliviano Okie Cardenas con una cámara Super-8

Durante los años 1990 se dejan de producir bastantes emulsiones para Super-8. Muchos fabricantes secundarios de película cesan la producción. En 1994 la Agfa Gevaert, la segunda fábrica de película tras la Eastman Kodak, deja de fabricar la película Moviechrome 40. Se trata de una emulsión de calidad que con el paso de los años la Agfa Gevaert fue mejorando. En 1997 Eastmann Kodak dejó de fabricar los cartuchos de tipo sonoro para Super 8. Pero, por otra parte, sacó una nueva emulsión muy apreciada: la Eastman Ektachrome VNNF. Es meritorio que la creadora del formato no cesara de fabricar película. Una de las razones es que como fabricante de material sensible, ve el Super-8 como el trampolín de los incipientes cineastas hacia el 35 mm. Por otra parte, la Fuji Photo Film sigue proporcionando al mercado material la Single 8. 

## 2000 - Resurgimiento
En 2005 cesó la fabricación de la película Kodachrome 40, lo cual fue una gran pérdida, pues ha sido una de las mejores emulsiones jamás creadas. Este mismo año salió al mercado la Ektachrome 64T, con la idea de que se convirtiera en la película de uso común entre los aficionados. Junto a esta aparecieron dos emulsiones más y de tipo negativo: la Kodak Vision 200T y la Kodak Vision 500T. Era la segunda vez que la Eastman Kodak sacaba película negativa, siguiendo los pasos del laboratorio californiano Pro8mm.
```
 La primera vez que Eastman Kodak lanzó película negativa color en super-8 fue en 1998, con la emulsión "Surveillance" (Vision 200T)
```

Fueron muchos quienes hasta hoy han mantenido la llama del Super-8 encendida. Actualmente son utilizadas en las escuelas de cine, vídeos musicales, publicidad y video-arte. Con el interés creciente, se han puesto nuevas emulsiones al alcance de los aficionados, al margen de los dos grandes fabricantes de película. Por una parte se han comprado stocks de película 35 mm a estos y en laboratorios especializados se ha recortado y encartuchado: Pro8mm (Usa), Cinevia (Alemania), Wittner Cinetec (Alemania), Retro Films (Japón). Y por otra, casas que se creían medio desaparecidas como Foma (República Checa) y Orwo (Alemania) han mantenido el tipo.
Un esfuerzo reciente es el que llega desde el centro de Europa. El año 2006 apareció la posibilidad de que los aficionados al Super-8 pudieran filmar con la emulsión Fujichrome Velvia 50 de la Fuji Photo Film. Para ello la compañía alemana GK-Film GmbH compra stock al fabricante japonés y en los laboratorios holandeses Super8 Reversal Lab recortan la película, la perforan y la encartuchan.
Actualmente hay que destacar el papel de Wittner Cinetec de Alemania. Esta casa ha puesto bastante emulsión en circulación más allá del cartucho clásico. Y a disposición de los amantes del Doble Super-8 o del Doble 8 han proporcionado la mejor emulsión disponible.
En enero de 2018, Kodak anuncio la salida a la venta en primavera de una nueva versión de su cámara clásica Super 8, pero con la particularidad que graba en digital . 

### Super Duper 8, MAX 8
Siguiendo la idea del formato Super 16 mm, se han hecho propuestas para ampliar el fotograma y apaisarlo. De 2002 está la propuesta Mitch Perkins con el Super Duper 8. Y de 2005 está la propuesta del laboratorio Pro8mm de California con el formato Max8. Para ello, modifican la ventanilla de la cámara para exponer la parte de la película destinada a la pista de sonido. Con ello se obtiene un fotograma panorámico de ratio 16:9.

## Paso y formato
La película Super-8 tiene una anchura de 7,98 mm, llamado "paso". Las perforaciones de arrastre están dispuestas en un solo lado y hay una por fotograma. Estas perforaciones son más pequeñas que las de la antigua película de 8 mm, el Doble 8, permitiendo una mayor área de exposición (en torno a un 50 % superior). La imagen impresionada o cuadro en el Doble 8 es de 3,68 x 4,88 mm, mientras que para el Super-8 es de 4,22 x 5,63 mm. 

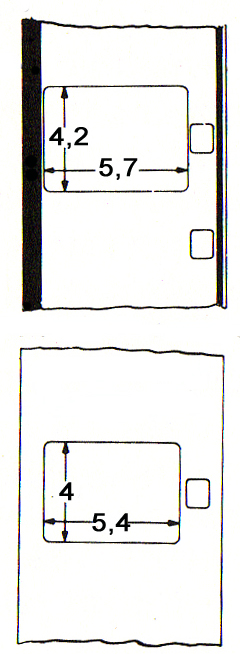
Área impresionada y área proyectada

La diferencia de tamaño del cuadro y de la perforación y la diferencia en la distribución de éstas, es lo que determina un formato. Así pues, en cinematografía hay dos formatos para un mismo paso de 8 mm.

## Área de impresión y área de proyección
Es importante saber que mientras el área disponible sobre la película para impresionar la imagen es de 4,2 x 5,7 mm, la ventanilla de proyección es de 4 x 5,4 mm. (Véase este artículo: Súper 8 SMPTE).

## Soporte
Eastman Kodak hizo la mayoría de su película cinematográfica en Súper 8 con soporte de triacetato. Mientras que, en el sistema en Single 8, la Fuji Photo Film decidió hacerlo sobre soporte de poliéster, pues al ser más fino, permitía reducir el tamaño de sus cartuchos. Con el tiempo, se ha demostrado que el soporte de poliéster es mucho mejor, pues se ha revelado vital para la supervivencia de las películas, al resistir mucho mejor el paso del tiempo. Pensemos en la inestabilidad del soporte de triacetato si está mal almacenado a temperaturas superiores a 20 grados y a una humedad relativa superior al 50 %, lo cual produce el síndrome del vinagre.
La realidad fue que casi toda la película fabricada para el sistema Súper 8, fue hecha con soporte de triacetato. Aunque no siempre fue así, pues hay alguna excepción. La compañía fotográfica estadounidense también sacó película en soporte de poliéster, como es el caso de la Kodak MFX, pensada para su cámara de vigilancia Kodak Analyst. Al ser fabricada la película en poliéster, los cartuchos de Kodak MFX contenían 30 metros y no 15 como era normal. También hay que tener en cuenta que la multinacional 3M fabricó película en poliéster para el sistema Super-8. En Europa lo hizo con la casa italiana Ferrania, la cual había adquirido a principios de los 60. Y en Usa, bajo la casa Dynacolor, que también había adquirido en aquella década.

## Cadencia
La cadencia de filmación del Súper 8 fue de 18 fotogramas por segundo. 2 más que la cadencia del Doble 8, la cual venía dada desde los principios del cine, que eran 2 vueltas por segundo de 8 fotogramas cada una. Con el paso del tiempo, se acercó la velocidad de filmación a los 24 fps del cine profesional. Y para las nuevas cámaras sonoras que aparecieron hacia 1975, se eligió esta última.

## Sonido

### Decalaje entre imagen y sonido
La diferencia entre la imagen y el sonido es de 18 fotogramas, estando el sonido registrado antes que la imagen. De esta manera el cabezal de sonido se encuentra en diferente posición a la ventanilla de proyección.

### Sonido óptico
En la cinematografía amateur, hubo dos sistemas de sonido: el óptico y el magnético. El sistema óptico está grabado en la propia película en una banda o pista lateral que discurre a lo largo del film. Se trata de una transformación de los pulsos de sonido en eléctricos y de los eléctricos en lumínicos. 
Cuando se graba una película, las ondas sonoras son transformadas en pulsos lumínicos mediante una lámpara proyectada sobre el lateral de la película. Estos pulsos dejan sobre la emulsión una serie de claroscuros grabados. A la hora de proyectar, se hace pasar una luz por el lateral y se transforman los pulsos lumínicos generados en eléctricos y éstos en sonoros. El sistema óptico se reservó para las películas comerciales listas para proyectar. La razón fue que era difícil fabricar una cámara de pequeñas dimensiones que contuviera un haz de luz capaz de registrar el sonido. Además, pensemos que la película venía dentro de un cartucho. Aun con todo, la Fuji Photo Film hizo para Single 8 una cámara capaz de registrar el sonido en el sistema óptico: la Fujica ZS 400.
Hubo pocos proyectores con la posibilidad de reproducir el sonido óptico, pues los fabricantes se inclinaron por el sistema magnético por sus ventajas.

### Sonido magnético
El sistema magnético se impuso por ser de fácil uso. Este sistema consistía en registrar el sonido sobre una pista o banda magnética de 0,8 mm que discurre a lo largo del lateral de la película. Mediante un pegamento o cola se adhería una banda magnética delgada entre el borde y el cuadro impresionado. El sistema es como el usado en las cintas de casete. Se trata de trasladar las vibraciones sonoras en eléctricas. Y éstas, a su vez, en variaciones de imantación que quedan grabadas sobre una película fina que contiene hierro en su composición.
Este sistema tiene muchas ventajas. El primero es que el sonido se podía registrar fácilmente sobre un magnetófono de cinta o de tipo casete. Este magnetófono podía ir sincronizado con la cámara mediante un cable. Hubo varios sistemas para realizar esta sincronización. Otra ventaja es que se tenía el sonido grabado aparte y se podía trabajar con este cortando y uniendo tal y como se hace con la película cinematográfica. En el sistema óptico, si seccionas la película, seccionas la pista de sonido. Y, al ser de tipo magnético, permitía regrabar la pista. Y, también, realizar sobreimpresiones de voz sobre una impresión antes realizada con una música de fondo.

#### Double-System
El sistema doble de grabación de sonido consiste en la grabación con un magnetófono sincronizado con la cámara. Fue el primer sistema usado. Una vez grabado el sonido en una cinta magnética aparte, había dos posibilidades: grabar el sonido sobre una pista magnética adherida al lateral de la película, o reproducir el sonido en un magnetófono sincronizado con el proyector. Al principio del Súper 8, pocos eran los proyectores que permitían la grabación y reproducción del sonido. Y muchos los que tenían el dispositivo de sincronización.
El primer sistema de grabación sincronizada para Super 8, vino de la mano de la casa estadounidense Bell & Howell. Creó un sistema llamado Filmosound y que consistía en una cámara sincronizada a un pequeño magnetófono de tipo compact-casete. Luego, a principios de los 70, la casa estadounidense Super8Sound adaptó magnetófonos de gama alta para ser sincronizados con las cámaras. Y creó un estándar de grabación diferente del hasta entonces usado, a base de una señal generada por un cristal de cuarzo.

#### Single-System
Una segunda manera de registrar el sonido sobre soporte magnético fue posible a partir de 1974, cuando la Eastman Kodak sacó cámaras capaces de filmar y grabar el sonido en la misma película. Para ello fabricó una nueva generación de cámaras con sistema de toma y grabación de sonido, y un nuevo tipo de cartuchos de unas dimensiones un poco mayores que contenían película con la pista magnética ya adherida. Estos cartuchos tenían una zona del cartucho abierta con la película al descubierto. En esta apertura el cabezal de sonido oprimía la película para poder grabar los impulsos magnéticos en la pista de sonido. Para ello la película venía prepistada. La primera cámara sonora fue la Kodak Ektasound 130 y la Kodak Ektasound 140.
Este sistema de sonido ya había sido experimentado en el formato Doble 8. A principios de los 60 la casa Fairchild fabricó una cámara llamada Cinephonic capaz de grabar sobre película prepistada con una banda magnética.
Para facilitar la creación de películas sonoras familiares, hubo en el mercado película prepistada en cartucho mudos de Super-8. De esta manera, el aficionado se evitaba llevar a pistar la película una vez revelada.

## Las emulsiones
En Super-8 apareció la mejor emulsión fabricada de la mano del creador del formato. En 1965 la Eastman Kodak propuso como estándar la Kodachrome IIA, que luego fue mejorada a principios los años 70. De entre las emulsiones para Súper 8, destacan las siguientes:
1965, Kodachrome II A, 40 ASA, reversible, proceso K12, Super-8
1965, Kodachrome II A, 25 ASA, reversible, proceso K12, solo para Doble Super-8
1965, Agfa Agfacolor CK 17, 40 ASA, reversible, Super-8
1965, Agfa Agfacolor CT13, 16 ASA, reversible, Single 8
1965, Gaf Moviechrome II, 40 ASA, reversible, Super-8
1965, Dynachrome 40 A, 40 ASA, reversible, Super-8
1965, Sakuracolor 40 A, 40 ASA, reversible, Super-8
1966, Perutz Peruchrome, 40 ASA, reversible, Super-8
1966, Fujichrome R25, 25 ASA, reversible, Single 8
1966, Fujichrome RT200, 200 ASA, reversible, Single 8
1967, Kodak 4-X, 400 ASA, b/n, reversible, Super-8
1971, Kodak Ektachrome 160 A, 160 ASA, reversible, Super-8
1974, Eastman Ektachrome Commercial, 25 ASA, reversible, solo para Doble Super-8
1974, Agfa Agfachrome, 40 ASA, reversible, Super-8
1974-5, Kodachrome 40, 25 ASA, reversible, proceso K14, Super 8/Doble Super-8
1974-5, Kodachrome 25, 25 ASA, reversible, proceso K14, solo para DS8
197?, Kodak Plus-X 7276, 40 ASA, b/n, reversible, Super-8/Doble Super-8
197?, Kodak Tri-X 7278, 160 ASA, b/n, reversible, Super-8/Doble Super-8
1974, Kodak Ektachrome EF, 125 ASA, reversible, Super-8/Doble Super-8
1975, Kodak Ektachrome SM, 160, reversible, Super-8/Doble Super-8
1978, Polaroid Polavision 608, 40 ASA, reversible, Sistema Polavisión
1982, Kodak Ektachrome 160 A New, 160 ASA, reversible, Super-8, proceso EM-26
1997, Eastman Ektachrome VNF , 125 ASA, reversible, Super-8
1998,  Kodak Vision 200T (Surveillance) 200 ASA, negativa, Super-8
2004, Kodak Vision2 200T, 200 ASA, negativa, Super-8
2004, Kodak Vision2 500T, 500 ASA, negativa, Super-8
2006, Kodak Ektachrome 64T, 64 ASA, reversible, Super-8
2006, Kodak Plus-X 7265, 100 ASA, b/n, reversible, Super-8
2006, Kodak Tri-X 7266, 200 ASA, b/n, reversible, Super-8
2008, Kodak Vision3 500T, 500 ASA, negativa, Super-8
2010, Kodak Vision3 200T, 200 ASA, negativa, Super-8
2010, Kodak Ektachrome 100D, 100 ASA, reversible, Super-8
2013, Kodak Vision3 50D, 50 ASA, negativa, Super-8
Aparte de estas emulsiones, hay que pensar que para el bloque soviético hubo emulsiones fabricadas a manos de la ucraniana Svema, de la checa Foma y de las alemanas Orwo y Turaphot. Es importante también el papel de la todopoderosa 3M, la cual compró durante los 60 la empresa italiana Ferrania (Europa) y la Dynachrome (USA). Y bajo el nombre de estas dos sacó película para Súper 8.
Desde los años 80 es muy importante la labor de terceras empresas que se dedican a recortar y encartuchar para el Súper8 películas que son fabricadas para formatos mayores como 16 o 35 mm. Gracias a ellos actualmente los aficionados al Súper8 disponen en su pequeño formato de todas las emulsiones de cine existentes, lo que supone un enorme abanico de posibilidades.

## Algunas cámaras de Super-8
Para el formato de Super-8 se fabricaron miles de cámaras: desde las más sencillas a las más complejas. Había de todos los precios para adecuarse a cada tipo de cliente: los había que solo querían tener sus recuerdos familiares filmados, y quienes aspiraban a convertirse en cineastas y este modesto formato les permitía iniciarse. El aficionado que se iniciaba no tenía las mismas posibilidades que un cineasta profesional, pues no tenía detrás un laboratorio que pudiera hacer los efectos típicos de cortinillas, sobreimpresiones, forzar el revelado, etc. Es por ello que las casas de cámaras para pequeño formato intentaron poner al alcance de los aficionados un montón de posibilidades. Las cámaras fabricadas para Súper 8 son técnicamente más complejas y completas.
Algunos hitos que nos dejaron son los que podéis ver a continuación, ordenados cronológicamente.
- Beaulieu 2008 Automatic (1965), Súper 8, objetivos intercambiables tipo C

La casa francesa Beaulieu fabricó siempre cámaras de gama alta. Mientras la casa Eastman Kodak sacó sus primeras cámaras con la idea de que el Súper 8 pudiera estar al alcance de una mayoría, la Beaulieu hizo honor a su tradición. Apareció en el mercado una joya que fue la consecución de la evolución de las cámaras para Doble 8. Esta cámara tiene la posibilidad de poder filmar con sensibilidades que van de los 10 a los 400 ASA.
- Pathé BTL/DS8 Professional (1965), Doble Súper 8, torreta de objetivos intercambiables

Una cámara realmente buena, pensada para un formato que fue lanzado para los más exigentes aficionados. Tiene una versión en la que se pueden poner cargadores de 120 m. El obturador es de 160 grados y se puede cerrar por sectores. Filmación hacia adelante y hacia atrás. Cadencias: 8,16, 24, 32, 64, 80 fps.
- Elmo C300 Trifilmatic (1966), f/1.8 9-36 mm

Única cámara preparada mediante un sistema de cargadores para poder filmar con Doble 8, Súper 8, Single 8 y con película de Doble 8. Todo un hito japonés en ingenio, calidad y prestaciones.
- Bolex 150 Super (1967), f/1.9 8,5-30 mm

Un revolucionario diseño de la casa Bolex, una de las más importantes dedicada enteramente al pequeño y mediano formato. La posición del cartucho rompe con todo lo fabricado. Bolex fabricó 4 modelos y el resto de la treintena que sacaron bajo su nombre fueron realizados por la Eumig.
- Bauer C Royal serie (1969)

La casa Bauer irrumpe en el mercado con la serie "C Royal". Como característica de la serie está el hecho de que por primera vez se puede hacer un fundido. Las cámaras están dotadas de un mecanismo que permite rebobinar hasta 90 fotogramas.
- Agfa Microflex Sensor (1969), f/1.9 10-25 mm

La Agfa propone una cámara compacta que cabe en la palma de la mano. Apuntar y disparar olvidándose de todo lo demás. Y el diseño, como en todos los productos Agfa, de lujo.
- Canon DS8 Zoom (1970), Doble Súper 8, f/1.4 7.5-60 mm

El obturador es de 160 grados y se puede cerrar por sectores. Filmación hacia adelante y hacia atrás. Cadencias: 12 ,18, 24, 36, 54 fps.
- Leicina Super (1970), Súper 8, f/1.9 8-64 mm

Aparece la primera de las 4 cámaras Leicina que la compañía germana Leitz de Wetzlar sacó. Son todas unas cámaras que hacen honor a la reconocida casa fotográfica.
- VIC SP-1 Cine 8 (1972), Súper 8, objetivos intercambiables tipo C

Cámara fabricada por la Mekel Engineering para la experimentación científica. Permite filmar desde los 10 fotogramas por segundo hasta los 250, en aumentos de tan sólo un fotograma. Hacia 1980, sacó otra cámara para el sistema Polavision pero que permitía llegar hasta los 300 cuadros por segundo.
- Kodak XL 10 (1973), Súper 8, f/1.2 9 mm

Primera cámara diseñada con un obturador mayor de 180 grados. Pensada como complemento de la nueva película Ektachrome 160 A que permitiría al aficionado realizar mejores tomas de interiores.
- Nalcom FTL 1000 (1973), Súper 8, f/1.8 6,5-65 mm

Por el diseño rompe con todo lo anteriormente establecido para el pequeño formato. Es una joya estéticamente bonita. Y además cuenta con un particular sistema de objetivos intercambiables. Se podía disponer de un objetivo para acoplar a un microscopio.
- Nikon R 10 (1973), Súper 8, f/1.4 7-70 mm

Considerada una de las mejores cámaras. Sensibilidades: preparada para película de 16 a 650 ASA. Cadencias: 18, 24, 54 fps. Obturador variable, fundidos y sobreimpresiones. Un diseño excepcional.
- Zenit Quarz 1x8S 2 o Kinoflex (1974), Súper 8, f/1.8 9-38 mm

Cámara soviética que fue fabricada desde 1974 hasta 1993. Fue fabricada para el mercado soviético y sus satélites, y para occidente con el nombre de "Kinoflex".
- Kodak Ektasound 130 (1974), Súper 8, f/1.8 9 mm

Primera cámara capaz de recoger el sonido sobre la pista magnética que recorre el borde de la película. Eastman Kodak propuso un cartucho de Súper 8 un poco más alargado, el cual contiene una apertura para que un cabezal de sonido de tipo magnético pulse la película. La cámara incluía la toma para el micrófono y toda la circuitería de amplificación de señal para grabar el sonido. Con ello, se inició una nueva era del Súper 8. Y con ello se ofrecía una alternativa a la tradicional grabación de sonido con un magnetófono sincronizado con la cámara. 
- Fujica ZC 1000 (1975), Single 8, objetivos intercambiables tipo C

Se trata de la mejor cámara fabricada para el paso 8 mm. Al ser una cámara para el sistema de single 8, permite filmar hacia delante y hacia atrás sin límite: fundidos, sobreimpresiones, efectos de marcha atrás. Sensibilidades: 25, 50, 100, 200, 400 ASA, Cadencias: 12, 18 24, 36, 72 fps. Tiene un obturador de 160 grados variable. No es una cámara sonora, pero tiene la posibilidad de sincronización con un magnetófono externo.
- Nizo Professional (800 P) (1976), Súper 8, f/1.8 7-80 mm

La casa alemana Braun Ag compró la casa fabricante de material para pequeño formato Nizo. Siguiendo la estela esplendorosa de esta firma, la Braun AG puso en el mercado una conjunto de muy buenas cámaras. Muchas podrían ser citadas. Lee todas las películas de 25 a 160 ASA. Cadencias de 18, 24 y 54 fps. Está preparada para realizar filmaciones cuadro a cuadro en las peores condiciones de luz.
- Bauer 715 XL Microcomputer (1979), Súper 8, f/1.4 6-90 mm

Es una de las mejores cámaras fabricadas por la casa Bauer. Esta fábrica alemana estaba especializada en los pequeños formatos. Esta cámara está preparada como la mayoría de las cámaras de esta casa para leer solo 2 sensibilidades: 40 y 160 ASA. Aparte del gran objetivo que posee, tiene una gran luminosidad y obturador XL de 200 grados. Cadencias: 9, 18, 24, 40 fps. Disparador automático, toma de escenas automáticas, sobreimpresiones, fundidos, sonora.
- Sankyo ES44 XL VAF (1979), Súper 8, f/1.2 8.5-34 mm

Primera cámara de Súper 8 Auto Focus.
Eumig Nautica (1979), Súper 8, f/1.9 9-30 mm
Aparece por primera vez una cámara sumergible que no necesita de una escafandra o funda que la cubra. Un diseño robusto, sencillo y muy bien ideado. La segunda cámara sumergible que apareció fue la Lomo Nereida, de la cual consta que se fabricaron 10 ejemplares.
- Bell & Howell Modul System 45 (1980), Súper 8, f/1.2 8,5-35 mm

La casa norteamericana Bell & Howell fue toda una potencia del pequeño y medio formato. En el año 1980 sorprendió con esta cámara sonora de tipo modular. El cliente podía comprar la cámara e ir completándola mediante módulos que se añadían a la cámara de tipo "clic-clac". Había un módulo para convertirla en una Auto Focus, otro para hacer exposiciones automáticas y otro para fundidos de imagen. Es una cámara tipo XL con obturador de 220 grados.
- Chinon 200/12 XL Pacific (1981), Súper 8, f/1.4 6-72 mm

La compañía Chinon Industries de Tokio irrumpe con una cámara de gama alta. Esta casa fabricó más de 100 cámaras diferentes bajo su nombre y otras tantas para otras marcas. Aparte de ser una cámara XL y tener un sinfín de posibilidades, era apta para cartuchos de 60 metros.

## Algunos fabricantes para Super-8
Para los formatos de paso estrecho, hubo una pléyade de fabricantes que sacaron un material que nada tiene que envidiar a los formatos de uso profesional. Como ya se ha indicado, las cámaras y proyectores de Super-8 tenían mayores prestaciones que los fabricados para 35 mm. Destacamos algunos nombres de casas comerciales que destacaron.
- Agfa Gevaert, Morstel, Belgium. En 1964 se unieron dos grandes compañías fabricantes de película fotográfica: la alemana Agfa y la belga Gevaert, dando lugar a un conglomerado industrial importante. Para Super-8 fabricaron película, cámaras, proyectores, etc.

- Eugen Bauer, Alemania. Fundada en 1905, pasó a mediados de los años 60 a manos de la Robert Bosch Elektronik. Fabricó una ingente cantidad de cámaras y proyectores de calidad excelente. Dedicada al pequeño formato.

- Marcel Beaulieu, Francia. Gran casa comercial dedicada a la fabricación de cámaras para el pequeño formato. El material que fabricó es legendario.

- Bell & Howell, EE. UU. La gran casa estadounidense dedicada al formato subestándar. Ingente es la cantidad de proyectores y cámaras que fabricó. Hizo innovaciones como el primer sistema Auto Focus o la primera cámara de Súper 8 con magnetófono externo acoplado.

- Bolex Internacional, la gran compañía Suiza del pequeño formato. Tras un inicio en el Super-8, con la cámara legendaria Bolex 155, claudicó y se hizo fabricar las cámaras por la compañía austriaca Eumig.

- Canon, Japón. ¿Qué decir de esta compañía? Todo excelente, fuera de algunas cámaras manufacturadas en Taiwán. En cuanto a proyectores, muy corriente.

- Chinon Industries, Japón. Uno de los mayores fabricantes japoneses de cámaras para Súper 8. Además de fabricar bajo su marca, fabricó para muchas otras marcas.

- Cosina, Japón. Excelente compañía fabricante de cámaras. Muy completos los tomavistas.

- Elmo, Japón. El gran fabricante japonés de cámaras y proyectores, en cuanto a calidad. Hizo innovaciones constantes. Legendaria es la Elmo C300.

- Eumig, Austria. La gran compañía, junto a la Bauer, fabricante de maquinaria para el pequeño formato. Un buen elenco de tomavistas y proyectores.

- Fuji Photo Film, Japón. Reinventora del Super-8, al que llamó Single 8. Competidora del sistema de Kodak, fabricó tomavistas sencillos y sólidos. Y de sus manos salió la que es considerada la mejor máquina de tomar imágenes para el paso 8 mm: la Fujica ZC 1000.

- Eastmann Kodak, Nueva York, EE. UU. Las innovaciones más importantes vinieron de esta casa fabricante de película. En cuanto a cámaras y proyectores, que son muchos los que fabricó en Rochester, destacamos que su objetivo estaba puesto en la difusión del formato. No fabricó ningún aparato de calidad, fuera de que éstos incorporaran todos los adelantos que la casa aportaba.

- Super8Sound, Cambridge, Usa. Bob Doyle, su fundador, a principios de los 70 adaptó magnetófonos de gama alta para la grabación de sonido en sincronía con una cámara. Creó un nuevo estándar de sonido sincronizado al existente. Volcó su empresa para que el Súper 8 fuera un formato profesional. Y a finales de los 70, esta empresa fue la primera en ofrecer película negativa.

Recientemente, un fabricante de Dinamarca, ha empezado a producir una nueva generación de cámaras para Súper 8 con todas las ventajas de la nueva era digital (http://www.logmar.dk/)

## Uso

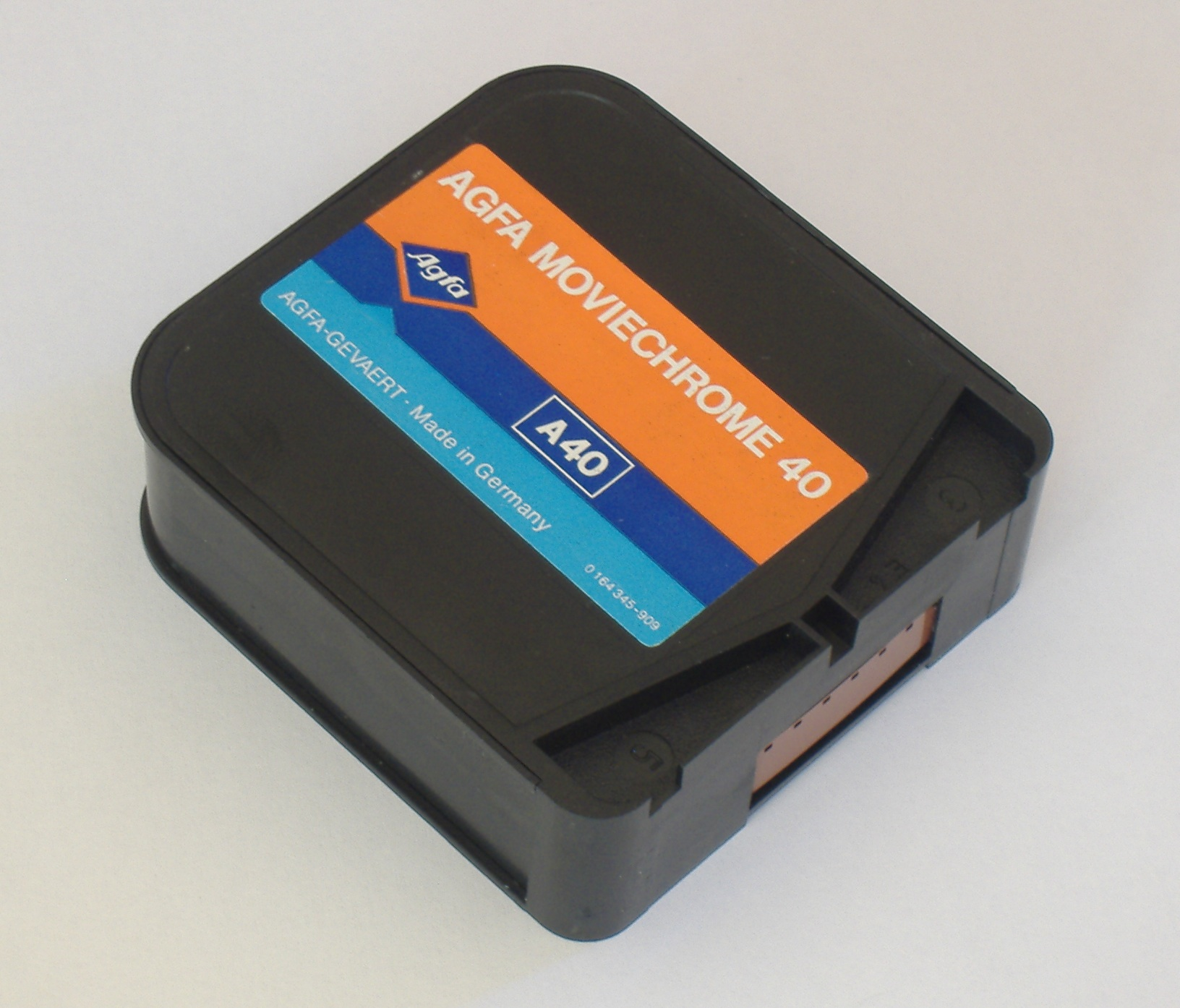
Cartucho mudo de Súper 8.

Para la mayoría de usuarios, la película para filmar era adquirida en cartuchos con película de 15 metros de longitud que se insertaban en las cámaras, también denominadas tomavistas. La película estándar era de 40 ASA y equilibrada para luz interior. Al finalizar la película del cartucho, ésta se debe revelar en un laboratorio. Hasta que se dejó de fabricar la Kodachrome 40A en 2004, el precio de venta de los cartuchos incluía el revelado. La película es de tipo inversible, lo que significa que la película del cartucho es la que te revelan y te devuelven. Por cuestiones de coste, no existió la posibilidad de filmar con película negativa y luego positivarla. Una vez revelada la película se suministraba en una bobina, lista para usar en el proyector.
El Súper 8 precisa de más luz que el vídeo actual para filmar. Aunque no dispone de la instantaneidad de los sistemas de videograbación, el Súper 8 posee una estructura singular de toma de imágenes. 
Para los aficionados al vídeo, es interesante dedicar un tiempo al Súper 8. El valor monetario de 3 minutos de película (un cartucho de 15 m) es muy superior al del vídeo. Pero es por ello que la filmación en Super 8 se hace ideal para quienes desean aprender a tener estructuras mentales claras de toma de imágenes. En el Súper 8 hay que saber qué quieres hacer antes de filmar, porque no hay vuelta atrás, pues cuando la luz toca el material sensible este queda ya filmado. No vale captar imágenes por captar para ver qué se aprovecha. Primero es la idea clara y después la filmación, para no desperdiciar el material.